# Quận Cape May, New Jersey
Quận Cape May là một quận cực nam của tiểu bang New Jersey, Hoa Kỳ. Quận lỵ đóng ở phần Cape May Court House ở Middle Township6.
. Theo điều tra dân số năm 2010 của Cục điều tra dân số Hoa Kỳ, quận có dân số 97.265 người 2. Năm 2007, ước tính dân số quận này là người 2.

## Địa lý
Theo Cục điều tra dân số Hoa Kỳ, quận này có diện tích ki-lô-mét vuông, trong đó có km2 là diện tích đất, km2 là diện tích mặt nước.